# Nicolás Ponta
Nicolas Ponta (San Miguel, 20 de junio de 1996) es un director de cine argentino. Pertenece a la nueva camada de exponentes del nuevo cine argentino. Sus películas son de corte realista, retrata gente común desarrollando actividades cotidianas y destaca las injusticias del contexto socioeconómico de la sociedad en la que viven sus protagonistas. Es miembro de la Academia de las Artes y Ciencias Cinematográficas de la Argentina e integra la comisión directiva.

## Biografía
Estudió en la Universidad siglo XXI. Comenzó su carrera con la realización de algunos cortos y hasta realizó la producción de algunos vídeos musicales como para Las Pastillas del Abuelo, Permiso y Prometo, en 2017. Trabajando bajo el sello de Disney compuso la obra "El reloj de Oro" cortometraje que le valió el galardón al mejor director en la 30° edición del Festival Internacional de Cine Internacional de Mar del Plata en el año 2015. Tras El Reloj de Oro, en 2017 realizó la que es considerada su mejor obra, "Simón y Luna", en la que aborda temas como la amistad y una animación más detallada, narrados dentro del marco del público infantil. También realizó la serie "Beyond Frontiers" producida por Amazon Studios serie que no sólo es una mera crítica a las políticas migratorias sino que además muestra los injustos tratos que tiene esta gente muchas veces y cómo son maltratados muchas veces cruelmente. El proyecto contó con promoción temporal de algunos artistas del espectáculo, tanto como cantantes y actores.

## Filmografía

### Cortometrajes
- 2015: Juntos (Animación, producción, guion y dirección)
- 2015: El reloj de oro (Guion y dirección)
- 2017: Simon y Luna (Guion y dirección)
- 2017: Maybe If (Guion y dirección)